# 밀티아디스 텐도글루
밀티아디스 텐도글루(그리스어: Μιλτιάδης Τεντόγλου, 그리스어 발음: [milti'aðis te'doɣlu], 1998년 3월 18일~)는 그리스의 육상 선수로 주 종목은 멀리뛰기이다. 2020년 하계 올림픽과 2024년 하계 올림픽 남자 멀리뛰기 종목에서 금메달을 획득했다. 
현재 그리스 남자 실내 멀리뛰기 기록 보유자이며 세계 선수권 대회에서 금메달 1개, 은메달 1개, 세계 실내 선수권 대회에서 금메달 2개, 유럽 선수권 대회에서 금메달 3개, 유럽 실내 선수권 대회에서 금메달 3개를 획득했다. 또한 2022년 다이아몬드 리그에서 남자 멀리뛰기 부문에서 우승을 차지했다.